# 古代プエブロ人
古代プエブロ人（こだいプエブロじん、Ancient Pueblo PeopleまたはAncestral Puebloans）は、一部の現代の考古学者が、現代のプエブロ人の祖先、アナサジ（Anasazi）としてしばしば知られる人々の文化的集団を指す用語。現在のアメリカ合衆国南西部のフォー・コーナーズの地域周辺に集まった先史時代（歴史時代よりも前の時期）のアメリカ先住民文化である。考古学者たちは、今もってはっきりとこの文化が出現した時期を議論しているが、現在では、ペーコス分類によって定義された年代概念区分に基づき、彼らの出現の時期は紀元前1200年頃、バスケット・メーカーII期であると考えられている。